# Pianotrap
Een pianotrap is vernoemd naar het klavier van een piano, omdat deze trap treden heeft die enigszins vergelijkbaar zijn met de witte toetsen en de nog kortere zwarte toetsen van een piano.
Om een goed beloopbare trap te krijgen moeten de optrede en de aantrede in de juiste verhouding tot elkaar staan volgens de trapformule. In de regel wordt een trap volledig belopen van de ene verdieping naar een volgende hoger of lager gelegen verdieping. Bij een pianotrap is het mogelijk om op elk gewenst niveau veilig zijdelings over te stappen op een object van ongeveer het zelfde niveau. Om veilig zijdelings te kunnen op- en overstappen moeten de treden breder zijn dan volgens de trapformule voor een goed beloopbare trap mogelijk is. Bij de pianotrap het binnengedeelte van de trap goed beloopbaar en zijn aan de buitenzijde de treden breed om veilig zijdelings over te kunnen stappen.

## Toepassingsgebied
Het toepassingsgebied wordt gevonden waar objecten ten opzichte van elkaar na verloop van beperkte tijd in hoogte kunnen veranderen zoals bijvoorbeeld het geval is bij steigers in de getijdenzone waar een schip aan afmeert: Bij laagwater ligt het schip lager en bij hoogwater ligt het schip hoger. Ook de aanvangshoogte kan verschillend zijn: het ene schip zal geladen afmeren en het volgende leeg afmeren.
Een complicerende factor is dat een schip niet altijd strak tegen de steiger aan hoeft te liggen; bij aflandige wind of zuiging van een langsvarend schip kan ineens een ruimte tussen wal en schip ontstaan. Een voldoende brede trede is dan noodzakelijk om trefzeker en veilig de overstap te kunnen maken.
De pianotrap komt voor in de haven van Rotterdam: 
- Er staan elf pianotrappen langs het Calandkanaal waarvan een in ‘dubbele uitvoering’ (de trap is gespiegeld uitgevoerd zodat aan beide zijden veilig afgestapt kan worden)
- Er staat een pianotrap op een ponton in de Prinses Margriethaven te Rotterdam